# Кузьминское (Рыбинский район)
Кузьми́нское — деревня Шашковского сельского округа в Назаровском сельском поселении Рыбинского района Ярославской области.
Деревня расположена примерно через 4 км, к северо-востоку от автомобильной дороги Рыбинск—Тутаев, следующей по левому берегу Волги, на левом берегу небольшой реки Талица, впадающей в Волгу (Горьковское водохранилище). На том же берегу Талицы, но в 500 м ниже по течению расположена небольшая деревня Починок, от Починка через Кузьминское просёлочная дорога ведёт через урочища Бабкино и Летяшкино, где ранее были деревни, к деревне Шестовское, центру поселений в бассейне Колокши.
Село Кузминское указано на плане Генерального межевания Романовского уезда 1790 года. После объединения уездов в 1822 году Кузминское относилось к Романово-Борисоглебскому уезду .
На 1 января 2007 года в деревне постоянных жителей не числилось. Почтовое отделение Ераково обслуживает в деревне Кузьминское 7 домов..